# اوله بیلیک
اوله بیلیک (اوکراینی: Олег Степанович Білик؛ زادهٔ ۱۱ ژانویهٔ ۱۹۹۸) بازیکن فوتبال اهل اوکراین است.
وی همچنین در تیم‌های ملی فوتبال Ukraine national under-19 football team و زیر ۲۱ سال اوکراین بازی کرده‌است.